# Lijst van beelden in Zeist
Dit is een (onvolledige) chronologische lijst van beelden in Zeist. Onder een beeld wordt hier verstaan elk driedimensionaal kunstwerk in de openbare ruimte van de Nederlandse gemeente Zeist, waarbij beeld wordt gebruikt als verzamelbegrip voor sculpturen, standbeelden, installaties, gedenktekens en overige beeldhouwwerken.
In 1992 werd een masterplan samengesteld door Wim Korvinus, een beeldend kunstenaar uit Arnhem. Hij liet zich hierbij inspireren door het boek Over de liefde (De l’Amour) van Stendhal. Langs de as Slotlaan - Verlengde Slotlaan zijn tussen 1993 en 2000 zes beelden, van verschillende kunstenaars, geplaatst die de fasen die de liefde doorloopt verbeelden. Beeld 7 (het 5e stadium van de Liefde) is nooit geplaatst.
Voor een volledig overzicht van de beschikbare afbeeldingen zie: Beelden in Zeist op Wikimedia Commons.
| Geplaatst   | Omschrijving | Kunstenaar                                      | Straat                                                                           | Plaats         | Materiaal              | Afbeelding        |
| ----------- | --- | ----------------------------------------------- | -------------------------------------------------------------------------------- | -------------- | ---------------------- | ----------------- |
| ca. 1680    | Europa en Afrika | Albert Xavery                                   | Slottuin, Slot Zeist                                                             | Zeist          | Bentheimer zandsteen   |                   |
| 1898        | Wilhelminamonument | Paul de Jongh                                   | Wilhelminapark, Huydecoperweg                                                    | Zeist          | natuursteen            |                   |
| 1898        | Wilhelminaboom met boombeschermer |                                                 | Eerste Hogeweg / Voorheuvel                                                      | Zeist          |                        |                   |
| 1946        | Oorlogsmonument | Maarten Pauw                                    | Dijnselburgerlaan, Sportpark Dijnselburg                                         | Zeist          | natuursteen            |                   |
| 1947        | Oorlogsmonument | Hendrik Goos                                    | Soestdijkerweg, ter hoogte van nummer 8a                                         | Den Dolder     | hardsteen              |                   |
| 1951        | Monument voor de gevallenen | Dirk Wolbers                                    | Slotlaan, Walkartpark                                                            | Zeist          | Frans kalksteen        |                   |
| 1952        | Liggende herten | Christian Daniel Rauch en Ludwig Wilhelm Schütz | t Zwitsershuis (voormalige boswachterswoning), Zeisterbos, Prins Bernhardlaan 1, | Zeist          | zink                   |                   |
| 1967 (1953) | Vrouw met draperie | Charles Weddepohl                               | 1e Dorpsstraat/ Slotlaan                                                         | Zeist          | brons                  |                   |
| 1956        | Baksteenreliëf | Romualda van Stolk                              | Laan van Rijnwijk 1, Parkflat Nieuw Beerschoten                                  | Zeist          | baksteen               |                   |
| 1961        | Magdalena | Charles Weddepohl                               | Verlengde Slotlaan / rotonde Lyceumlaan                                          | Zeist          | brons                  |                   |
| 1963        | De Zee, stond van 1964 tot 2013 op het Prinses Ireneplein in Kerckebosch. In juni 2013 naar hier verplaatst als symbool van de wijkvernieuwing van Kerckebosch | Jan de Baat                                     | heide bij Kerckebosch                                                            | Zeist          |                        |                   |
| 1966        | Vrouw met stola | Pieter d' Hont                                  | Dolderseweg (Willem Arntz Stichting)                                             | Den Dolder     |                        |                   |
| 1974        | UMO-monument | Pieter d' Hont                                  | Grensweg, Oude Postweg                                                           | Austerlitz     |                        |                   |
| 1980        | Brandweerman | Jits Bakker                                     | Dijnselburgerlaan 5 (brandweerkazerne)                                           | Zeist          |                        |                   |
| 1984        | Le temps s'ecoule (‘De tijd verglijdt’) | Tineke Bot                                      | Eerste Hogeweg/Walkartpark                                                       | Zeist          | brons                  |                   |
| 1984        | Kinderhuiskinderen | Han van den Bosch                               | Broederplein / Nassau Odijklaan                                                  | Zeist          | gegoten beton          |                   |
| 1986        | Ot en Sien | Taeke Friso de Jong                             | Torenlaan                                                                        | Zeist          |                        |                   |
| 1987        | Persephoné (Fiere vrouw) | Pieter d' Hont                                  | Eikenlaan/Gerolaan                                                               | Zeist          | brons                  |                   |
| 1989        | De Koraalblazer (Blazer met kind en Blazer met kind op Paasmorgen)                                                                                             | Han van den Bosch                               | Zusterplein / Nassau Odijklaan, Slot Zeist                                       | Zeist          | brons                  |                   |
| 1989        | Man en vrouw (of Totaal) | Otto Schouten                                   | Emmaplein of Rozenstraat/Voorheuvel                                              | Zeist          | brons                  |                   |
| 1990        | Vrouw met fiets, Juffer Annie | Han van den Bosch                               | Landgoed Molenbosch, Driebergseweg 7                                             | Zeist          | brons                  |                   |
| 1993        | Ontluiking (4e stadium van de liefde) | Gerard Höweler                                  | Rotonde Verlengde Slotlaan / Lindenlaan                                          | Zeist          | Fins graniet           |                   |
| 1994        | Opa met kind of Fluisterbeeld | Han van den Bosch                               | Amandelhof, Arnhemsebovenweg 2                                                   | Zeist          | brons                  |                   |
| 1995        | Vrijheid, Vrijheidsbeeld | Han van den Bosch                               | Vrijheidsplein                                                                   | Zeist          | brons                  |                   |
| 1996        | Windroos (Compass-card?) | Nicolas Dings                                   | ?                                                                                | Zeist          |                        |                   |
| 1996        | Tweede Kristallisatie (Observer) (7e stadium van de liefde) | Piet Slegers                                    | Bospad Verlengde Slotlaan, langs A28                                             | Zeist          | roestvast staal        |                   |
| 1997        | De liefde en de opkomende twijfel (6e stadium van de liefde) Torenvalken                                                                                       | Michel Kuipers                                  | Bospad Verlengde Slotlaan                                                        | Zeist          | keramiek               |                   |
| 1997        | Bewondering (1e stadium van de liefde) Ellipsvormen | Jacqueline Verhaagen                            | Slotgracht bij Slot Zeist                                                        | Zeist          | brons                  |                   |
| 1999        | De Tak van Salzburg = Hoop (3e stadium van de liefde) | Carel Lanters                                   | Rotonde Slotlaan / Verlengde Slotlaan / Boulevard / Lindelaan / Antonlaan        | Zeist          | rvs, glas              |                   |
| 1999        | Godfried van Seijst rotondekunst | Han van den Bosch                               | Rotonde De Dreef/Oude Arnhemseweg                                                | Zeist          | brons                  |                   |
| 1999 -2000  | Opa met wandelstok en kleindochter | Han van den Bosch                               | Mirtehof, Molenweg 50                                                            | Zeist          | brons                  |                   |
| 2000        | Wat Heerlijk Kunstwerk Het Rond (2e stadium van de liefde) | Jan van Munster                                 | Het Rond, kruising Nassau Odijklaan / Lageweg                                    | Zeist          | graniet                |                   |
| 2000        | De Deur | Cor Litjens                                     | Levenspad 8, Altrecht, links van gebouw Schaerweijde                             | Zeist          | brons, graniet         |                   |
| 2000        | Just Married | Pépé Grégoire                                   | Slotlaan                                                                         | Zeist          |                        |                   |
| 2000        | Eulentrude | Han van den Bosch                               | Landgoed Molenbosch, Driebergseweg 7,                                            | Zeist          | brons                  |                   |
| 2001        | De Ridder | Joost van Toorn                                 | Christelijk Lyceum                                                               | Zeist          |                        |                   |
| 2001        | Niet weer. Nooit meer. (gedenkteken Joodse Zeistenaren) | Victor Levie                                    | Walkartpark                                                                      | Zeist          | graniet                |                   |
| 2001        | Bedelketting (9 bedels aan een (scheeps)ketting) | Helen Frik                                      | Johan van Oldenbarneveltlaan bij 104                                             | Zeist          | IJzer, beton, brons    | Meer afbeeldingen |
| 2004        | Twee zusters Evangelische Broedergemeente, (Het waterwerkje)                                                                                                   | Han van den Bosch                               | Nieuwe Hernhutterbegraafplaats, Slottuin, Zeist                                  | Zeist          | brons                  |                   |
| 2005        | Druppels | Hans van Meeuwen                                | Utrechtseweg, Brinkweg bij 2                                                     | Zeist          | polyester              |                   |
| 2005        | Vrouw met kind |                                                 | Spathodea                                                                        | Zeist          |                        |                   |
| 2006        | Rond nr. 124 | Armando                                         | Slottuin (zijde Zinzendorflaan)                                                  | Zeist          | brons                  |                   |
| 2007        | Piramide D'amour | Jits Bakker                                     | rotonde Laan van Beek en Royen-2e Hogeweg-Arnhemse Bovenweg                      | Zeist          | brons                  |                   |
| 2007        | Alpha & Omega (man met nestkast in kooi) | Nicolas Dings                                   | Oude Postweg                                                                     | Austerlitz     |                        |                   |
| 2008        | Hert in cirkel (ree) | Nicolas Dings                                   | Oude Postweg                                                                     | Austerlitz     |                        |                   |
| 2009        | onbekend (lichtsculptuur) | Ton Zwerver                                     | Jacob van Lennepplein                                                            | Zeist          |                        |                   |
| 2009        | Bloedsomloop | Olaf Mooij                                      | Slotlaan                                                                         | Zeist          |                        |                   |
| 2010        | Howdy | Bas de Wit                                      | Slottuin (binnentuin)                                                            | Zeist          | polyester, PU, staal   |                   |
| 2010        | Ceres (of Demeter) | Theo Leijendekkers                              | Blookerpark                                                                      | Huis ter Heide | natuurbeton            |                   |
| 2012        | De Stilte | Kieta Nuij                                      | Walkartpark                                                                      | Zeist          | brons                  |                   |
| 2013        | Outpost #3, | Rob Voerman                                     | Slottuin                                                                         | Zeist          | staal, glas, plexiglas |                   |
| 2013        | Zwaluwenkralenbeest op nest | Jan van IJzendoorn                              | Slotlaan                                                                         | Zeist          |                        |                   |
| 2015        | Picknick | Adri Verhoeven                                  | Slotlaan                                                                         | Zeist          |                        |                   |
| 2015        | Elementaire deeltjes | Adri Verhoeven                                  | Slotlaan                                                                         | Zeist          |                        |                   |
| 2015        | Nationaal monument voor overleden kinderen | Johan Huijzer                                   | Slottuin                                                                         | Zeist          |                        |                   |
| 2016        | Groei | Olaf Mooij                                      | Slotlaan                                                                         | Zeist          |                        |                   |
| 2016        | Comenius | Han van den Bosch                               | Broederplein /Nassau Odijklaan                                                   | Zeist          | brons                  |                   |
| 2017        | The cold, cold ground | Tanja Smeets                                    | Slottuin (zijde Hernhuttersingel)                                                | Zeist          | metaal                 |                   |
| 2017        | Light | Ronald A. Westerhuis                            | Slotlaan                                                                         | Zeist          |                        |                   |
| 2018        | Zittende man met hond | Ram Katzir                                      | 1e Hogeweg                                                                       | Zeist          |                        |                   |
| 2018        | Black Hippo | Herman Lamers                                   | Nassau Odijklaan, Slot Zeist                                                     | Zeist          |                        |                   |
| 2020        | Het beschilderde bos II | Yasser Ballemans                                | Slottuin (zijde Hernhuttersingel)                                                | Zeist          | hout                   |                   |
| 2020        | Cracker | Onno Poiesz                                     | Nassau Odijklaan, Slot Zeist                                                     | Zeist          |                        |                   |
| 2020        | Lamento per A | Herbert Nouwens                                 | Slottuin (zijde Waterigeweg)                                                     | Zeist          | staal                  |                   |
| 2021        | De Duif muurschildering | Tim Rodermans van Surfing4art.nl                | Wilhelmina van Essenlaan                                                         | Den Dolder     |                        |                   |
| 2022        | De uil als waarnemer | Wia van Dijk                                    | Slottuin (zijde Waterigeweg)                                                     | Zeist          | metaal                 |                   |
| 2022        | Versteend flexibel #1 | Jonas Wijtenburg                                | Slottuin (zijde Waterigeweg)                                                     | Zeist          | PETG, staal            |                   |
| 2023        | H₂O | Ronald van der Meijs                            | Zeisterbos                                                                       | Zeist          | rvs                    |                   |
| onbekend    | Europa en Afrika | Albert Xavery                                   | Slotgracht bij Slot Zeist                                                        | Zeist          |                        |                   |
| onbekend    | Twee paarden | Jits Bakker                                     | Slottuin Slot Zeist, Zinzendorflaan 1                                            | Zeist          | brons                  |                   |
| z.j.        | Dans | Lia van Vugt                                    | Slottuin (zijde Zinzendorflaan)                                                  | Zeist          | brons                  |                   |
| onbekend    | Zittende vrouwenfiguur | Charlotte van Pallandt                          | Prinses Marijkelaan                                                              | Zeist          | natuursteen            |                   |
| onbekend    | Schapen | Cees van Swieten                                | Heidestein                                                                       | Zeist          |                        |                   |
| onbekend    | 22 Plastieken Een serie van 19 plastieken (waarschijnlijk zijn er drie niet geplaatst of verloren gegaan)                                                      | Frans Peeters                                   | Vollenhove                                                                       | Zeist          |                        |                   |
| onbekend    | Kinderkopje | Albert Diekerhof                                | Burg. van Tuyllaan (Dieptetuin)                                                  | Zeist          |                        |                   |
| onbekend    | Meisje met pop | Hetta Statius Muller                            | Woudenbergseweg 46, (Algemene begraafplaats Zeister Bosrust)                     | Zeist          | beton                  |                   |
| onbekend    | Droomspeeltuin gevelmozaïek | Esther Visser                                   | Meester H. Marsmanstraat / Johan de Meesterstraat                                | Zeist          |                        |                   |
| onbekend    | Vier seizoenen, 8 muurmozaïeken | Esther Visser                                   | Achterheuvel                                                                     | Zeist          |                        |                   |